# 여자 100m 달리기 대한민국 기록 추이
여자 100m 달리기 대한민국 기록 추이는 다음과 같다.

## 수동 계시
| # | 기록   | 바람 | 차이    | 선수   | 소속   | 날짜         | 대회명                                     | 개최지        | 경기장     | 주석 및 기타      |
|   | 12초 7 |      |         | 박희숙 | 연세대 | 1964. 05. 09 | 동경 올림픽 파견 육상 선수 제3차 선발 대회 | 대한민국 서울 | 효창운동장 | 예선. 종전 12초 8 |
|   | 12초 6 |      | - 0.1초 | 박희숙 | 연세대 | 1964. 05. 09 | 동경 올림픽 파견 육상 선수 제3차 선발 대회 | 대한민국 서울 | 효창운동장 | 결선.             |

## 자동 계시
| # | 기록    | 바람  | 차이     | 선수   | 소속     | 날짜         | 대회명                                 | 개최지          | 경기장           | 주석 및 기타                        | 동영상 |
|   | 11초92  | + 0.0 | - 0.04초 | 이영숙 | 이화여대 | 1984. 05. 11 | 제13회 종별 육상 선수권 대회           | 대한민국 서울   | 서울운동장       | 종전 11초 96                        |        |
|   | 11초91  | + 0.0 | - 0.01초 | 이영숙 | 이화여대 | 1985. 04. 27 | 85 육상 시즌 오픈 기록회               | 대한민국 서울   | 서울 운동장      | [ 3 ]                               |        |
|   | 11초 73 | + 0.0 | - 0.18초 | 박미선 | 한국체대 | 1985. 05. 10 | 제14회 전국 종별 육상 경기 선수권 대회 | 대한민국 서울   | 동대문운동장     | 2위 이영숙도 11초 82로 신기록 작성. |        |
|   | 11초 70 | + 0.0 | - 0.03초 | 박미선 | 한국체대 | 1986. 07. 26 | 제7회 비호기 전국 육상 대회            | 대한민국 서울   | 올림픽 주경기장  | [ 5 ]                               |        |
|   | 11초 68 | + 0.0 | - 0.02초 | 이영숙 | 안산시청 | 1988. 08. 12 | 제2회 한국 그랑프리 육상 대회          | 대한민국 서울   | 올림픽 주경기장  | [ 6 ]                               |        |
|   | 11초 67 | + 0.0 | - 0.01초 | 이영숙 | 안산시청 | 1989. 09. 27 | 제70회 전국 체육 대회                  | 대한민국 수원   | 수원 종합 운동장 |                                     |        |
|   | 11초 53 | + 0.0 | - 0.14초 | 이영숙 | 안산시청 | 1990. 06. 09 | 제44회 전국 육상 경기 선수권 대회      | 대한민국 서울시 | 올림픽 주경기장  | [ 7 ]                               |        |
|   | 11초 49 | + 0.8 | - 0.04초 | 이영숙 | 안산시청 | 1994. 6. 17  | 제48회 전국 육상 경기 선수권 대회      | 대한민국 서울   | 올림픽 주경기장  | [ 8 ]                               |        |

## 같이 보기
- 여자 100m 달리기 세계 기록 추이
- 남자 100m 달리기 대한민국 기록 추이
- 남자 100m 달리기 세계 기록 추이